# Ynysybwl
Ynysybwl est un village situé au sud du pays de Galles, dans le county borough du Rhondda Cynon Taf, situé à environ 32 km au nord-nord-est de Cardiff et à environ 6,5 km de Pontypridd.
En 2001 sa population était de 4 787 habitants.

## Géographie
Ynysybwl est situé dans la Clydach Valley, flanquée de chaque côté des Rhondda Valley et Cynon Valley.

## Origine du nom
Le nom Ynysybwl (ou plus exactement : Ynys-y-Bwl) signifie « Champ de rochers » ou « Champ de collines »  Il se prononce [ənɪsəˈbʊl].

## Historique
Le village s’est constitué à côté d’une mine de charbon dans les années 1880. La mine a employé jusqu’à 1 500 personnes, qui subvenaient aux 6 000-7 000 habitants de la ville.
La mine a été fermée en 1988, mais le village a survécu à cette fermeture, les habitants trouvant du travail dans les villes voisines, comme Cardiff et Pontypridd.

## Personnalités
- L'international de rugby à XV, Garin Jenkins, y est né en 1966.
- Ken Leek (1935-2007), joueur de football international gallois.